# 岩手県社会人サッカーリーグ
岩手県社会人サッカーリーグ（いわてけんしゃかいじんサッカーリーグ）は、全国の各都道府県にあるサッカーの都道府県リーグのひとつ。岩手県のクラブチームが参加する。
1973年に第1回大会が行われ、2025年現在では第50回を数える。

## 概要&レギュレーション
岩手県社会人サッカーリーグは2部構成となっている。2011年までは4部制、2023年までは3部制であった。6月から11月にかけて行われる。
- 1部（8チーム、2回戦総当たり）
- 2部（8チーム、1回戦総当たり）

新型コロナウイルスの影響による参加自粛が相次いだことから、2021年の2部は3チームのみの参加となった。2022年は7チームによる「2部・3部合同リーグ」として開催した。

### 昇格・降格について
- 1部優勝チームは東北社会人サッカーリーグ2部昇格参入戦に進出。同大会に勝利すると東北リーグ2部北に昇格。
  - 2012年からは2019年までは、1部優勝チームが東北リーグ2部北に自動昇格していた。
  - 2011年までは北東北3県チャレンジマッチが行われており、同大会1位は東北リーグ2部北へ昇格、2位は東北リーグ2部北7位と入替戦を行っていた。
- 1部8位以下のチームは2部に自動降格。2部1位は1部に自動昇格。

### 2020年シーズンのリーグ戦中止
2020年4月12日、新型コロナウイルスの影響により全都道府県を通じて最も早くリーグ戦の中止を決定した。4月10日には当初開催予定であった岩手県サッカー選手権大会の決勝戦が抗議の電話が殺到したため延期になっており、それからわずか2日後のことであった。リーグ中止となった県の多くでは代替大会が開催されたが、岩手では秋田・熊本とともに代替大会も行われなかった。大会回次は計算されず、翌2021年の大会が第46回大会として行われる。

## 所属クラブ（2025年）

### 1部
- 遠野クラブ
- 葛巻クラブ
- FC紫波
- 岩手クラブ
- FC北上
- 大船渡三陸FC
- CARNAGE
- 岩泉クラブ

### 2部
- FC宮古
- 花巻クラブ
- 高田クラブ
- FC盛岡市立
- 大槌クラブ
- 花泉クラブ
- 岩手銀行サッカー部

- ARZE

## 歴代優勝チーム

### 1部
- 第29回 (2003年) 一関FC[7]
- 第30回 (2004年) 水沢クラブ
- 第31回 (2005年) 富士クラブ2003
- 第32回 (2006年) 大宮クラブ
- 第33回 (2007年) FC紫波
- 第34回 (2008年) グルージャ盛岡イストリア
- 第35回 (2009年) 大宮クラブ
- 第36回 (2010年) FCガンジュ岩手
- 第37回 (2011年) 花巻クラブ
- 第38回 (2012年) FC Fuji 08
- 第39回 (2013年) 岩手クラブ
- 第40回 (2014年) 花巻クラブ
- 第41回 (2015年) ヌ・ペーレ平泉前沢
- 第42回 (2016年) 遠野クラブ
- 第43回 (2017年) ヌ・ペーレ平泉前沢
- 第44回 (2018年) 岩手クラブ
- 第45回 (2019年) 遠野クラブ
- 第---回 (2020年) 新型コロナウイルスの影響により中止[8]
- 第46回 (2021年) 大船渡三陸FC[9]
- 第47回 (2022年) 岩手クラブ[10][11]
- 第48回 (2023年) FC紫波[12][13]
- 第49回 (2024年) ヌ・ペーレ平泉前沢[14]